# Juozas Miltinis
Juozas Miltinis (Akmenė, 3 september 1907 - Panevėžys 13 juli 1994) was een Litouws toneelregisseur en oprichter van het Juozas Miltinis Dramatheater in Panevėžys.
Vanaf 1932 studeerde Miltinis in Parijs aan het Théâtre de l'Atelier van Charles Dullin. Na zijn terugkeer naar Litouwen richtte hij in Kaunas zijn eigen theaterschool op waar onderwijs werd gegeven in de geest van zijn belangrijkste leraren: Charles Dullin en Jacques Copeau. In 1937 en 1938 vervolgde zijn opleiding voort in Londen.
In 1940 richtte hij het Juozas Miltinis Dramatheater op en werd hij er artistiek directeur. Het grootste deel van de artiesten in het theater bestond uit leerlingen van zijn eigen school. Het Juozas Miltinis Dramatheater werd een broedplaats voor Litouwse artiesten als Donatas Banionis en Algimantas Masiulis.
Op 15 februari 1954 werd hij om politieke redenen ontslagen als artistiek directeur, om die functie in 1959 weer terug te krijgen. Hij implementeerde ideeën uit Parijs over toneel en de held van het stuk in het theater. In 1980 ging hij met pensioen.
- Gemeinsame Normdatei: 119463776
- International Standard Name Identifier: 0000 0000 7860 258X
- Library of Congress Control Number: n88662072
- Nationale Bibliotheek van Letland: 000115531
- Virtual International Authority File: 45885097
- WorldCat: E39PBJvt4CWDhb8gHfV8h6fjG3